# Emil Mellegård
Emil Mellegård, född 6 november 1997, är en svensk handbollsspelare som spelar för HØJ Elite och det svenska landslaget. Han är högerhänt och spelar som vänstersexa.

## Karriär
Mellegård deltog i U19-VM 2015. Han blev uttagen till U21-VM 2017, men lämnade återbud.
Han debuterade i A-landslaget 2017 i landskamp mot Norge. Han mästerskapsdebuterade i EM 2022, efter coronafall i den ursprungligen uttagna truppen.

## Privat
Han är son till handbollsspelaren Mikael Mellegård och kusin till Olivia Mellegård.